# Edições Shalom
As Edições Shalom são a divisão editorial, cultural e musical da Comunidade Católica Shalom (CCSh), uma associação internacional privada de fiéis da Igreja Católica fundada em 1982 em Fortaleza, Ceará, Brasil. Estabelecidas em 1986, as Edições Shalom produzem livros, estudos bíblicos, música, vídeos e materiais de evangelização, com o objetivo de difundir o carisma Shalom, baseado nos pilares de contemplação, unidade e evangelização. Vinculadas à Renovação Carismática Católica (RCC), as Edições Shalom operam a partir da Diaconia Geral em Aquiraz, Ceará, e distribuem seus produtos em mais de 90 centros de evangelização em 40 países, alcançando um público transnacional.
O catálogo da editora, que inclui mais de 60 títulos, é liderado pelas obras da cofundadora Maria Emmir Nogueira, cuja produção é reconhecida academicamente por consolidar um projeto de "cristianização da civilidade", segundo o sociólogo Norbert Elias. As Edições Shalom são um pilar fundamental da missão evangelizadora da CCSh, promovendo a formação de membros e a catequese global por meio de publicações e conteúdos multimídia.

## História
As Edições Shalom foram criadas em 1986 como uma extensão da Livraria Shalom, inaugurada em 1982 junto à lanchonete que marcou o início da CCSh em Fortaleza. A livraria, inicialmente voltada à venda de livros católicos e lanches para evangelizar jovens, evoluiu para a produção de conteúdos próprios com a publicação da revista *Maná* e dos primeiros textos formativos. Sob a liderança de Moysés Azevedo, fundador da CCSh, e Maria Emmir Nogueira, as Edições Shalom começaram a publicar estudos bíblicos e formações, com destaque para *Enchei-vos* (1988), de Nogueira, amplamente adotado pela RCC.
A expansão da CCSh para o exterior, a partir dos anos 1990, impulsionou o crescimento da editora, que passou a traduzir obras para idiomas como francês, italiano, espanhol, inglês e húngaro, acompanhando a abertura de casas de missão em países como França, Itália e Canadá. Em 2007, com o reconhecimento pontifício da CCSh como Associação Privada Internacional de Fiéis, as Edições Shalom consolidaram sua estrutura, operando a partir da Diaconia Geral em Aquiraz. Hoje, a editora gerencia a produção e distribuição de materiais em mais de 160 dioceses, com forte presença em eventos como o Festival Halleluya.

## Estrutura e funcionamento
As Edições Shalom operam como uma divisão da Comunidade Católica Shalom, sob a supervisão da Diaconia Geral em Aquiraz, Ceará, e são coordenadas por Maria Emmir Nogueira, responsável geral pela formação e produção editorial. A editora é estruturada em setores que abrangem:
- Produção editorial: Publicação de livros, estudos bíblicos e materiais formativos, com ênfase nas obras de Nogueira.
- Produção musical e audiovisual: Gravação de CDs, DVDs e conteúdos digitais, incluindo músicas de artistas da CCSh, como Missionário Shalom, e palestras evangelizadoras.
- Distribuição: Gerenciamento da Livraria Shalom, com lojas físicas e online, presente em mais de 90 centros de evangelização no Brasil e no exterior.[7]

A editora atende dois públicos principais: os membros da CCSh (Comunidade de Vida e Comunidade de Aliança), que utilizam os materiais em processos formativos, e o público externo, incluindo fiéis da RCC, paróquias e outros movimentos católicos. A produção é financiada parcialmente pela "Comunhão de Bens", um fundo mantido por contribuições dos membros da Comunidade de Aliança.

## Produção e catálogo
O catálogo das Edições Shalom inclui mais de 60 títulos, divididos em categorias que refletem o carisma da CCSh:
- Estudos bíblicos: Obras como Enchei-vos e Luz para os meus passos (Maria Emmir Nogueira), usadas na formação da CCSh e da RCC, com traduções em francês, italiano, espanhol, inglês e húngaro.
- Formação doutrinária: Livros da série Philippos, baseados no Catecismo da Igreja Católica, e manuais como Nas mãos do oleiro (Nogueira e Perdigão, 2011).
- Ficção religiosa: Romances como Filho de Deus, menino meu (Nogueira), adaptado para espetáculos musicais.
- Temas contemporâneos: Publicações sobre depressão, dependência química e espiritualidade, como *Como transformar a dor em amor* (Nogueira, 2018).
- Música e audiovisual: CDs e DVDs de artistas da CCSh, como Suely Façanha e gravações de eventos como o Festival Halleluya.
- Materiais devocionais: Liturgia diária *Pão da Vida*, cadernos de oração e itens de papelaria com o símbolo do Tau.

As obras de Nogueira, que totalizam mais de 40 títulos, são centrais no catálogo, sendo reconhecidas por sua "consagração autoral", conforme análise de Pierre Bourdieu, devido à sua capacidade de articular teologia católica, moral carismática e normas de conduta. Outros autores, como Moysés Azevedo (*Escritos*, 2012), também contribuem, mas em menor escala.

## Circulação transnacional
As Edições Shalom desempenham um papel estratégico na expansão global da CCSh, presente em mais de 160 dioceses em 40 países, com destaque para missões na França (cinco casas) e Itália (quatro casas). Segundo o sociólogo Emanuel Freire da Silva, as publicações, especialmente as de Nogueira, consolidam um projeto transnacional de "cristianização da civilidade", promovendo normas de comportamento que internalizam controles sociais em autocontroles, conforme a teoria de Norbert Elias.
Obras como Enchei-vos e Tecendo o fio de ouro foram traduzidas para línguas como francês e italiano, refletindo a forte presença da CCSh na Europa, onde algumas dioceses francesas são administradas pela comunidade. A tradução enfrenta desafios, como a necessidade de adaptação cultural e a fluência em línguas locais por missionários, mas é complementada pela oralidade (pregações e vídeos) e pela exigência de formação em português para membros estrangeiros durante o discipulado em Fortaleza. Esse movimento inverte o fluxo cultural tradicional, com o Brasil exportando bens simbólicos para países centrais, desafiando a narrativa de dependência cultural discutida por Gilberto Freyre e Roberto Schwarz.

## Impacto e análise sociológica
As Edições Shalom são reconhecidas por sua contribuição à evangelização e formação católica, especialmente no contexto da Renovação Carismática Católica e das Novas Comunidades. Seus materiais estruturam um "público shalom", caracterizado pela adesão ao carisma da CCSh, que combina contemplação, unidade e evangelização. A editora também é objeto de estudo acadêmico, como no artigo de Silva (2020), que destaca a produção de Nogueira como um caso de "consagração autoral", legitimando-a como "virtuose religiosa" que interpreta o carisma de Moysés Azevedo.
Sociologicamente, as Edições Shalom ilustram a tensão entre carisma e racionalidade burocrática na CCSh, conforme a teoria de Max Weber. A centralidade de Nogueira reflete uma divisão de gênero, com Moysés como "revelador" e Nogueira como "intérprete", reforçando estruturas tradicionais do catolicismo. A circulação transnacional das publicações reposiciona o Brasil como produtor de bens culturais religiosos, desafiando narrativas de dependência cultural.